# Рожанський Павло Павлович
Павло Павлович Рожанський (1906 — 1980, місто Київ) — український радянський діяч, постійний представник Ради Народних Комісарів Української РСР при Раді Народних Комісарів СРСР. Заслужений працівник промисловості Української РСР. Депутат Верховної Ради Молдавської РСР.

## Життєпис
Трудову діяльність розпочав учнем токаря на цукровому заводі. Член ВКП(б) з 1926 року. Закінчив Київський інститут харчової промисловості.
Після закінчення інституту довгі роки працював на керівній роботі в харчовій промисловості: головним інженером, директором заводу, керуючим тресту.
До травня 1940 року — заступник голови виконавчого комітету Чернігівської обласної ради депутатів трудящих.
З травня 1940 року — заступник народного комісара харчової промисловості Української РСР.
У 1942—1943 роках — постійний представник Ради Народних Комісарів Української РСР при Раді Народних Комісарів СРСР.
Із січня 1944 року — уповноважений ЦК КП(б)У і РНК УРСР по Ровенській області із повноваженнями т.в.о. голови виконавчого комітету Ровенської обласної ради депутатів трудящих.
У 1943 (затверджений в липні 1944) — жовтні 1946 року — заступник народного комісара (міністра) харчової промисловості Української РСР.
У жовтні 1946 (оф. 1947) — лютому 1949 року — заступник міністра смакової промисловості Української РСР. Знятий із посади «як такий, що не забезпечив керівництво дорученої йому галузі промисловості».
У 1952—1954 роках — заступник міністра харчової промисловості Молдавської РСР, заступник міністра легкої і харчової промисловості Молдавської РСР. 
У 1954—1957 роках — заступник міністра промисловості продовольчих товарів Молдавської РСР.
У 1957—1965? роках — заступник голови Ради народного господарства (Раднаргоспу) Молдавської РСР,
До 1974 року працював начальником Укркрохмалепатоки Міністерства харчової промисловості Української РСР.
З 1974 року — персональний пенсіонер союзного значення. 
Помер у Києві в травні 1980 року.

## Нагороди
- ордени
- медалі
- Заслужений працівник промисловості Української РСР